# Gosh, Tavush
Gosh là một đô thị thuộc tỉnh Tavush, Armenia. Dân số ước tính năm 2011 là 1171 người.